# Sparrowhawk (Schiff, 1913)
Die HMS Sparrowhawk war einer der 20 Zerstörer der Acasta-Klasse der Royal Navy. Sie war das zweite von der Werft Swan Hunter gefertigte Schiff dieser Klasse und gehörte zur 4. Zerstörerflottille der Grand Fleet in der Skagerrakschlacht. Bei einem Angriff auf die deutsche Hochseeflotte wurde der Zerstörer durch Kollisionen mit dem Flottillenführer Broke sowie dem Schwesterschiff Contest schwer beschädigt. Nach einem Versuch, die Sparrowhawk abzuschleppen, wurde dem Flottillenführer Marksman am 1. Juni 1916 befohlen, den Zerstörer nach Übernahme der Überlebenden und der Geheimpapiere zu versenken.

## Geschichte derSparrowhawk
Die Sparrowhawk wurde bei Swan, Hunter & Wigham Richardson Ltd in Wallsend am 25. Oktober 1911 als Neubau mit der Baunummer 905 eine Woche nach dem Schwesterschiff Shark begonnen. Die zweite Sparrowhawk der Navy lief am 12. Oktober 1912 vom Stapel. Namensvorgänger war ein 1897 von Laird fertiggestellter 30-knotter (B-Klasse), der am 17. Juni 1904 in der Jangtse-Mündung durch Strandung verloren gegangen war. Die Zerstörer der Acasta-Klasse waren die letzten Zerstörer der britischen Marine mit verschiedenen Namen ohne einheitliche Anfangsbuchstaben. Die Schiffe sollten nachträglich mit K beginnende Namen erhalten. So sollte die Sparrowhawk im Oktober 1913 in Kingsmill umbenannt werden. Aber die Schiffe kamen mit diesen neuen Namen nicht zum Einsatz. Die Umbenennung wurde erst bei der folgenden L-Klasse durchgesetzt. Die Schiffe der Acasta-Klasse erhielten lediglich auf den Rumpf unterhalb der Brücke ein weißes K wegen der Einordnung als K-Klasse.
Die zwanzig Schiffe der Klasse kamen nach Fertigstellung zur 4. Zerstörer-Flottille, der sogenannten „Portsmouth Flotilla“. Als Flottillenführer diente die Swift, bis sie im Ende November 1914 überholt werden musste.

### Einsatz in der Skagerrakschlacht

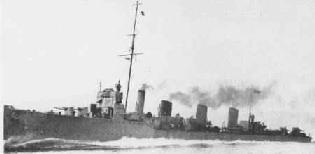
Die Broke, die am Skagerrak mit der Sparrowhawk kollidierte

Während der Skagerrakschlacht lief die 4th Destroyer Flotilla (4th DF) am Abend des 31. Mai hinter der 2nd Battle Squadron mit 17 kn nach Süden. An der Spitze der Flottille lief der Flottillenführer Tipperary vor Spitfire und Sparrowhawk, gefolgt von Garland, Contest und Broke. Kurz vor Mitternacht wurden an Steuerbord Schiffe auf gleichem Kurs entdeckt, die die Flottille überholten. Das Führungsschiff hatte drei Schornsteine, konnte aber bei der schlechten Sicht nicht eindeutig identifiziert werden. Es beleuchte die Flottille plötzlich mit seinen Scheinwerfern und eröffnete das Feuer. Die 4th DF sollte mit Torpedos antworten. Sie war auf die Spitze der deutschen Hochseeflotte gestoßen, die hinter der britischen Flotte vorbeilaufen wollte.
Den Zerstörern standen die Kleinen Kreuzer Stuttgart, Hamburg, Rostock und Elbing sowie die Linienschiffe Westfalen und Nassau gegenüber. Die vorderen Boote Tipperary, Spitfire, Sparrowhawk, Garland, Contest und Broke griffen sofort mit Torpedos an. Bei der Nähe der Schiffe zueinander, war der Einsatz der Torpedos schwierig. Unsicherheit bestand, wer wen traf. Die Elbing erhielt in dieser Phase wohl einen Torpedotreffer, der ihre Manövrierfähigkeit herabsetzte, was mit zur Kollision mit dem Schlachtschiff Posen beitrug. Ihre Schäden führten später zur Aufgabe des Schiffes. Die Fortune wurde vom Feuer der deutschen Linienschiffe getroffen und sank brennend mit 67 Mann ihrer Besatzung. Nur ein Mann konnte gerettet werden. Auch die Tipperary wurde von den 15-cm-Geschützen der Mittelartillerie der Westfalen früh getroffen, geriet in Brand und blieb liegen. Die Broke versuchte die Führung der verbliebenen Boote zu übernehmen, beschleunigte, um an die Spitze zu kommen und wurde bei diesem Manöver schwer getroffen. Sie geriet dadurch außer Kontrolle und rammte die Sparrowhawk.
Auf beiden Schiffen erging der Befehl, das eigene Schiff zu verlassen, was nur Teile der Besatzungen befolgten. In die verkeilten Zerstörer lief die Contest, traf das Heck der Sparrowhawk und trennte einen Teil davon ab. Nach einer halben Stunde kamen Sparrowhawk und Broke von einander frei. Die schwerbeschädigte Broke konnte den Rückmarsch antreten und hatte nach erheblichen Personalverlusten durch die deutschen Treffer 30 Mann der Sparrowhawk an Bord. Sparrowhawk Maschine war einsatzbereit, aber ihr Ruder war durch den Rammstoß der Contest nicht einsetzbar. Sie lief daher nahe der immer noch brennenden Tipperary im Kreis. Nach deren Untergang erreichte ein Floß mit 20 Überlebenden und drei Toten des Flottillenführers die kreisende Sparrowhawk, von denen noch fünf starben.

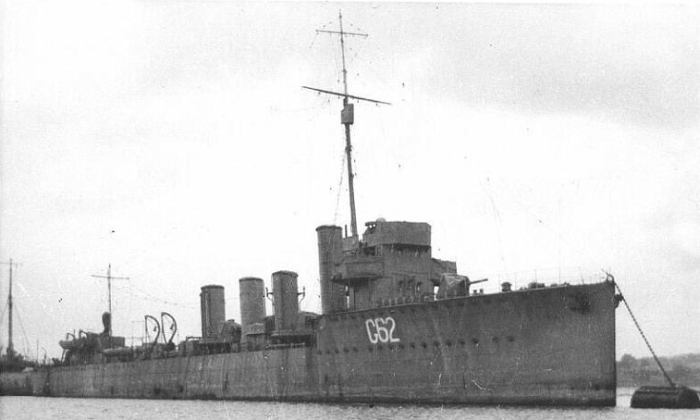
Die Marksman, die die Sparrowhawk versenken musste

Am frühen Morgen des 1. Juli fanden britische Zerstörer die nicht steuerbare Sparrowhawk und Marksman versuchte sie in Sicherheit zu schleppen. Bei schwerer See brachen die Schlepptrossen, dazu wurden deutsche U-Boote in der Nähe gemeldet. Es wurde entschieden, die Sparrowhawk aufzugeben und Marksman versenkte sie nach Übernahme der Rest-Besatzung und der Geretteten mit 18 Schuss.

### Das Wrack
Das Wrack der Sparrowhawk wurde im August 2016 durch Dr. Innes McCartney der Bournemouth University und einem Team des Sea War Museum Jutland entdeckt. Die Reste der Sparrowhawk sind heute ein geschütztes Seekriegsgrab nach dem britischen Protection of Military Remains Act 1986.